# Eleccions presidencials franceses durant la Tercera República
Les eleccions presidencials franceses durant la Tercera República es realitzaven de manera indirecta, el President era escollit pels membres de l'Assemblea Nacional i del Senat.
A causa del fet que la Tercera República era un sistema parlamentari, el president tenia molts menys poders que en l'actual Cinquena República, on és escollit per sufragi universal directe. A més, des de la crisi de 16 de maig de 1877, el president quedà impedit, per costum, d'usar el seu dret a dissoldre el parlament. Per això, cap president usà aquesta atribució des de Patrice de Mac-Mahon en 1877.

## Elecció presidencial de 1875

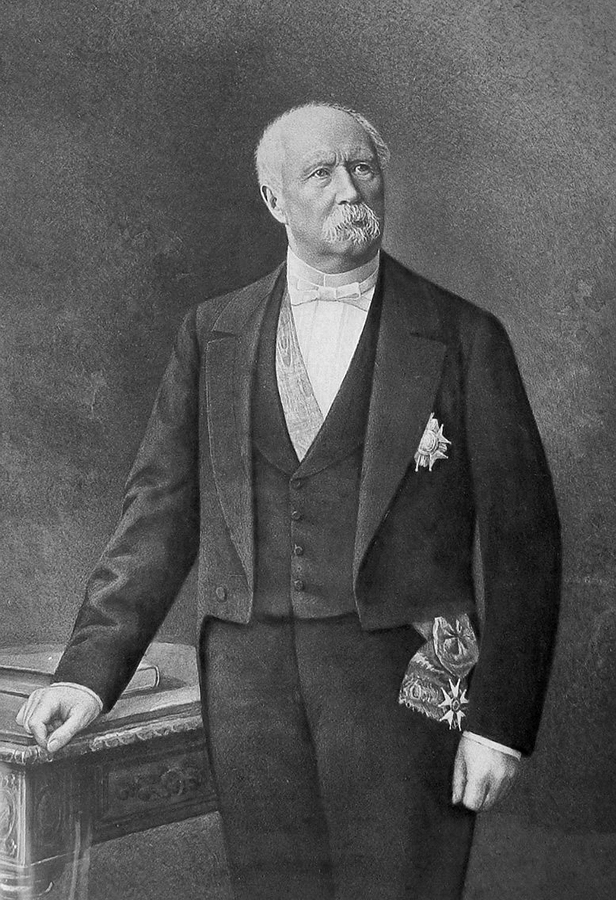
Patrice de MacMahon

El 24 de maig de 1873, després de derrocar el republicà Adolphe Thiers (primer president de la III República, nomenat per decret d'agost de 1871), l'Assemblea nacional es va reunir a Versalles per elegir un nou president. Sis dies abans de la votació, la majoria conservadora i monàrquica es va posar d'acord amb el candidat al qual donaria suport per a portar a la magistratura suprema : l'elecció de Patrice de Mac-Mahon. El gran nombre d'abstencions (380) es va deure a la decisió de l'esquerra de l'Assemblea d'abstenir-se.
| Candidat | Candidat             | Partit               | Primera Volta |
| -------- | -------------------- | -------------------- | ------------- |
|          | Patrice de Mac-Mahon | Legitimista          | 99,74% (390)  |
|          | Jules Grévy          | Republicà d'esquerra | 0,16% (1)     |

Quan van informar al mariscal Mac-Mahon de la seva elecció, el seu entorn no va tenir cap problema en convèncer-lo de no eludir el nomenament.

## Elecció presidencial de 1879

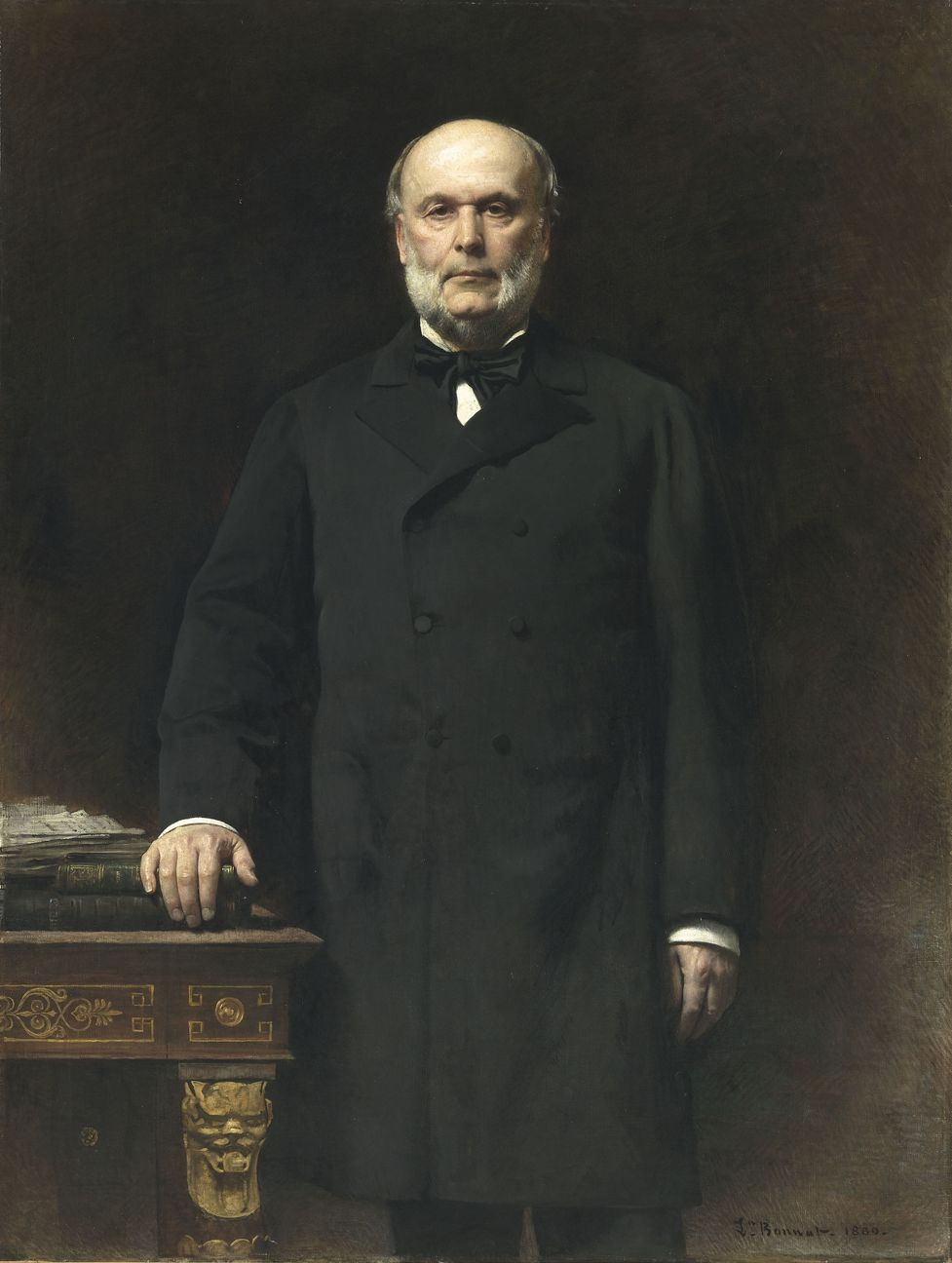
Jules Grevy

Després de la dimissió de Patrice de Mac-Mahon el 30 de gener de 1879 al migdia, la Cambra dels diputats i el Senat es reuniren en Assemblea Nacional menys de vuit hores és tard (un rècord no igualat) per a elegir el tercer president de la República.
| Candidat | Candidat                                       | Partit               | Primera Volta |
| -------- | ---------------------------------------------- | -------------------- | ------------- |
|          | Jules Grévy                                    | Republicà moderat    | 78,96% (563)  |
|          | Alfred Chanzy                                  | Militar              | 13,88% (99)   |
|          | Léon Gambetta                                  | Republicà d'esquerra | 0,70% (5)     |
|          | Paul de Ladmirault                             | Militar              | 0,14% (1)     |
|          | Enric d'Orléans                                | Orleanista           | 0,14% (1)     |
|          | Gaston Alexandre Auguste, Marquis de Galliffet | Militar              | 0,14% (1)     |

## Elecció presidencial de 1885
A la fi de l'any 1885 Jules Grévy, de 78 anys, molt afeblit, d'antuvi vacil·là a presentar-se a la reelecció. Es va decidir finalment en part gràcies a Daniel Wilson. Fou reelegit sense dificultats el 28 de desembre de 1885.
| Candidat | Candidat             | Partit               | Primera Volta |
| -------- | -------------------- | -------------------- | ------------- |
|          | Jules Grévy          | Republicà moderat    | 79,34% (457)  |
|          | Henri Brisson        | Unió Republicana     | 11,81% (68)   |
|          | Charles de Freycinet | Republicà d'esquerra | 2,43% (14)    |
|          |                      | Altres               | 6,42% (37)    |

Jules Grévy entrà oficialment el seu segon septenat el 30 de gener de 1886.

## Elecció presidencial de 1887

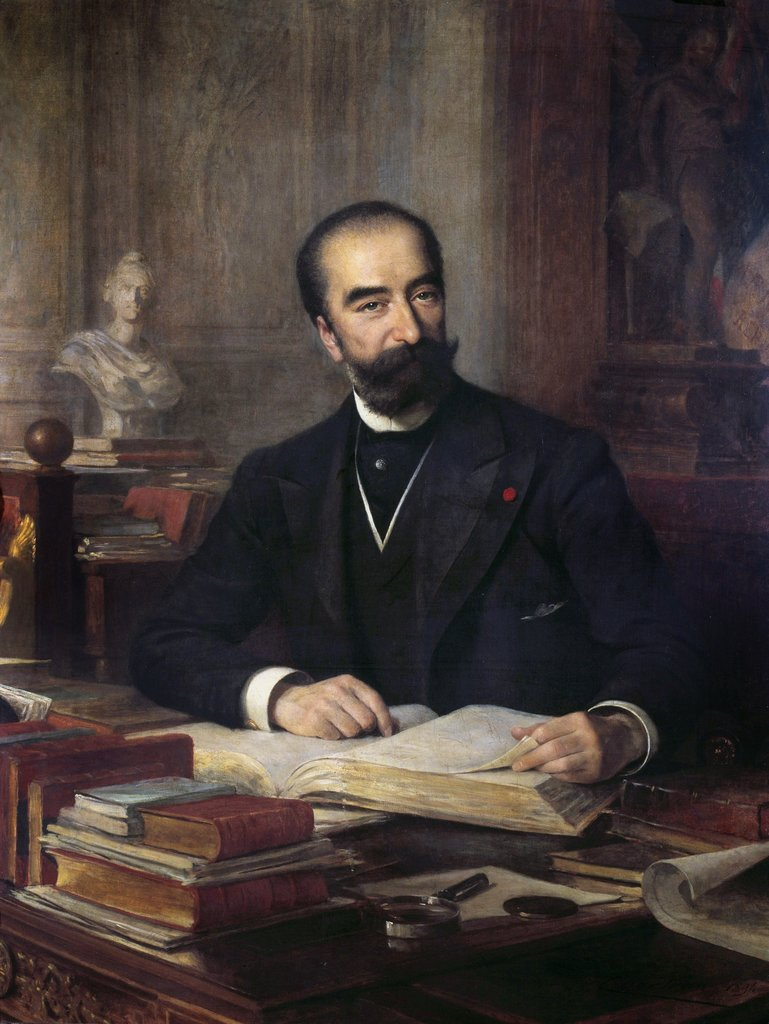
Sadi Carnot

El 2 de desembre de 1887 les cambres forçaren a dimitir al president Grévy a causa de l'escàndol de les condecoracions. La nit després d'aquesta decisió fou una nit de disturbis; les manifestacions es multiplicaren, es rumorejava que els socialistes havien preparat una insurrecció i una nova comuna si Jules Ferry era escollit President. Inquiets, els republicans no gosaren aixecar les seves veus contra l'antic president del consell.
| Candidat | Candidat                   | Partit            | Primera Volta | Segona Volta |
| -------- | -------------------------- | ----------------- | ------------- | ------------ |
|          | Marie François Sadi Carnot | Republicà moderat | 35,69% (303)  | 74,49% (616) |
|          | Félix Gustave Saussier     | Conservador       | 17,43% (148)  | 22,73% (188) |
|          | Jules Ferry                | Republicà moderat | 24,97% (212)  | 1,33% (11)   |
|          | Charles de Freycinet       | Republicà moderat | 8,95% (76)    | 0,60% (5)    |
|          | Félix Antoine Appert       | Republicà moderat | 8,48% (72)    | 0,60% (5)    |
|          | Henri Brisson              | Radical           | 3,06% (26)    | -            |
|          |                            | Altres            | 1,41% (12)    | 0,24% (2)    |

## Elecció presidencial de 1894

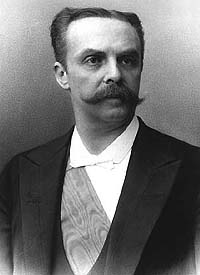
Jean Casimir Perier

El 25 de juny de 1894 el president Carnot morí per les ferides després de ser apunyalat per l'anarquista italià Sante Geronimo Caserio. Fou sota la pressió de la seva família i dels seus amics que el president de la Cambra dels diputats, Jean Casimir-Perier es decidí a presentar la seva candidatura a la presidència. Un sondeig preliminar dels tres grups del Senat situats al centre- esquerra, a l'esquerra republicana i a la Unió Republicana el deseignaren com a candidat per 180 vots sobre 200 votants. El 27 de juy de 1894, els radicals hi oposaren el centrista Henri Brisson, candidat per tercer cop.
| Candidat | Candidat            | Partit            | Primera Volta |
| -------- | ------------------- | ----------------- | ------------- |
|          | Jean Casimir-Perier | Republicà moderat | 53,37% (451)  |
|          | Henri Brisson       | Radical           | 23,08% (195)  |
|          | Charles Dupuy       | Dreta             | 11,48% (97)   |
|          | Victor Février      | Militar           | 6,27% (53)    |
|          | Emmanuel Aragó      | Republicà         | 3,20% (27)    |
|          |                     | Altres            | 2,59%         |

## Elecció presidencial de 1895

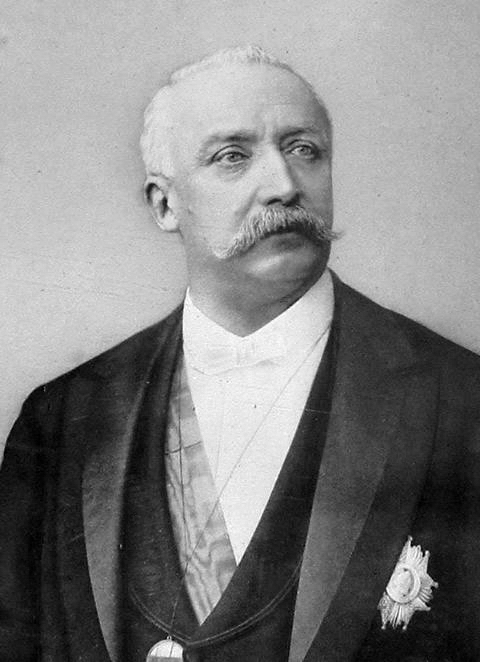
Félix Faure

El president Perier va dimitir als sis mesos d'acceptar el mandat, i es convocaren unes noves eleccions el 17 de gener de 1895.
L'elecció semblava centrar-se entre l'auster senador moderat Pierre Waldeck-Rousseau, amb reputació de veritable estadista, i el candidat recolzat per l'esquerra, Henri Brisson. Aquest va superar la primera volta, però en la segona fou derrotat per l'aleshores Ministre de la Marina, Félix Faure, qui va decidir gairebé en l'últim moment presentar-se a candidat. Dels dos moderats, finalment Waldeck-Rousseau va desistir.
| Candidat | Candidat                | Partit                | Primera Volta | Segona Volta |
| -------- | ----------------------- | --------------------- | ------------- | ------------ |
|          | Félix Faure             | Republicà oportunista | 30,77% (244)  | 53,75% (430) |
|          | Henri Brisson           | Centrista             | 42,95% (338)  | 45,13% (361) |
|          | Pierre Waldeck-Rousseau | Liberal               | 23,38% (184)  |              |
|          |                         | Altres                | 2,65% (21)    | 1,13% (9)    |

## Elecció presidencial de 1899

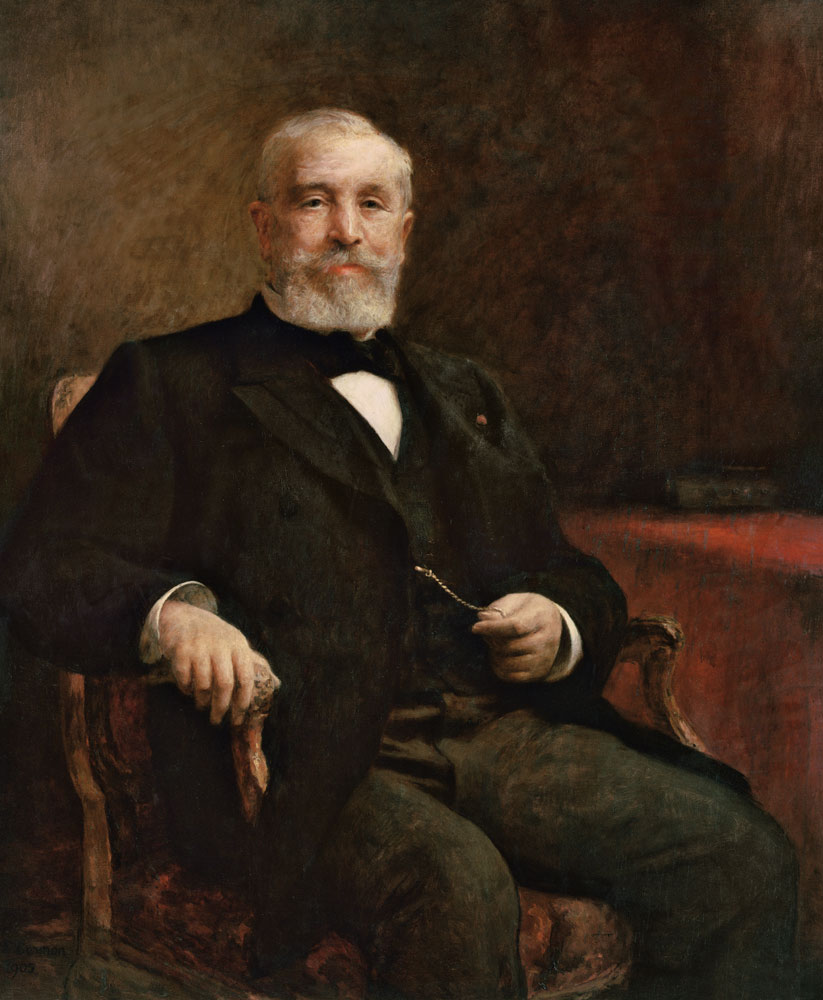
Emile Loubet

Després de la mort prematura del president Faure, el Congrés fou convocat novament el 18 de febrer de 1899 per a escollit Émile Loubet, candidat de l'esquerra amb suport del dreyfusard Clemenceau i del moderat Jules Méline.
| Candidat | Candidat                                | Partit    | Primera Volta |
| -------- | --------------------------------------- | --------- | ------------- |
|          | Emile Loubet                            | Esquerra  | 59,48% (483)  |
|          | Jules Meline                            | Esquerra  | 34,36% (279)  |
|          | Jacques Marie Eugène Godefroy Cavaignac | Centrista | 2,83% (23)    |
|          |                                         | Altres    | 3,37% (27)    |

## Elecció presidencial de 1906

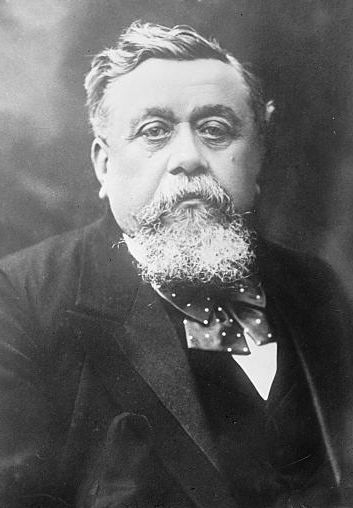
Armand Fallières

El president Loubet anuncià que no es pensava presentar a un segon mandat, i aleshores dos candidats « seriosos » s'enfrontaren el 17 de gener de 1906 : el president de la Cambra dels diputats, Paul Doumer i el president del Senat, Armand Fallières. A priori, totes les probabilitats estaven al costat del primer, més radical. Però era massa involucrat en la política activa i Doumer es va atraure enemics forts. L'esquerra va preferir aleshores Fallières al radical renegat, amb suport del centre i la dreta.
| Candidat | Candidat         | Partit         | Primera Volta |
| -------- | ---------------- | -------------- | ------------- |
|          | Armand Fallières | Esquerra       | 52,95% (449)  |
|          | Paul Doumer      | Partit Radical | 43,75% (371)  |
|          |                  | Altres         | 3,30% (28)    |

Armand Fallières ocupà formalment el càrrec el 18 de febrer de 1906.

## Elecció presidencial de 1913

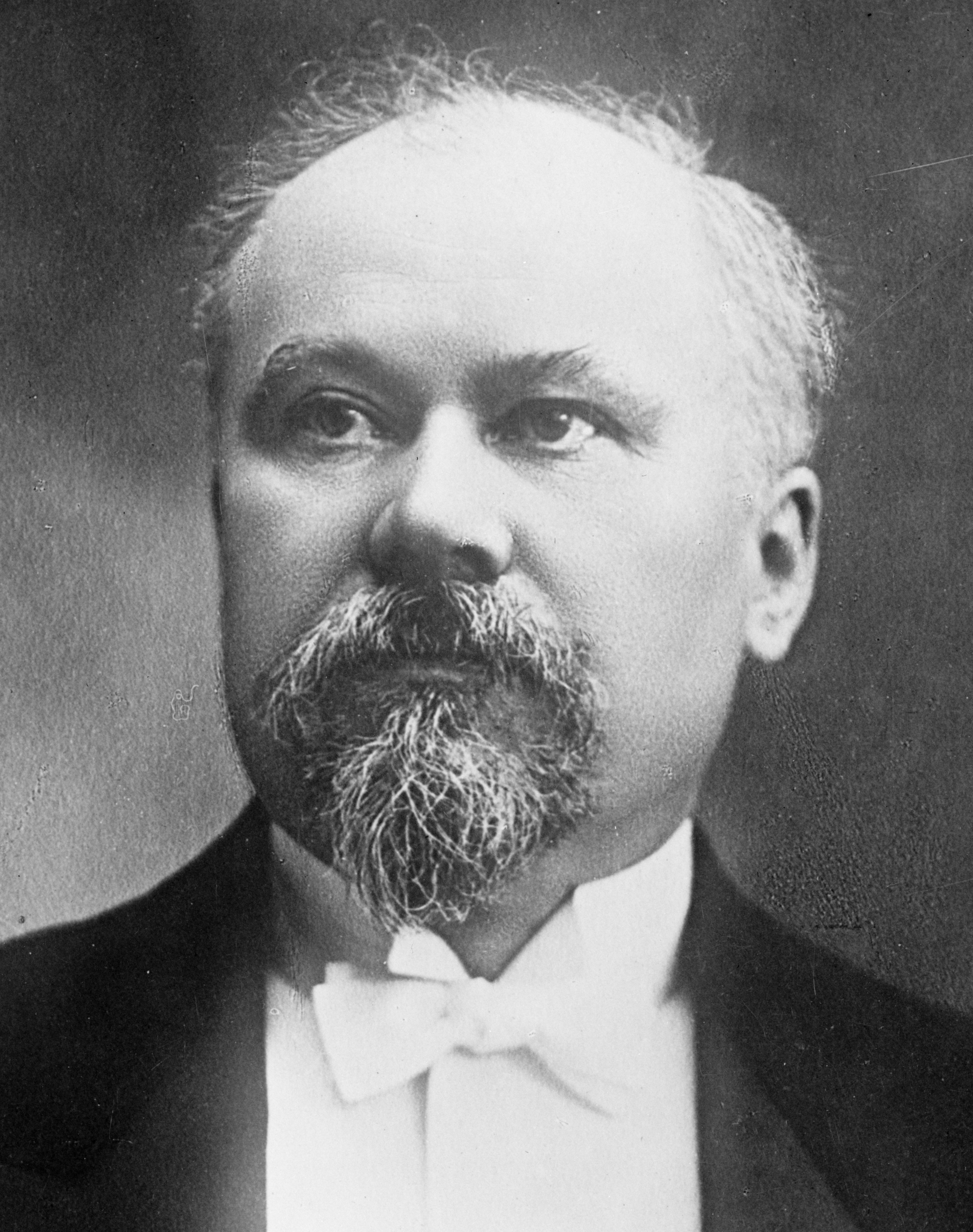
Raymond Poincaré

El president Fallières renuncià a presentar-se a un segon mandat el 17 de gener de 1913. Raymond Poincaré, candidat declarat a la darreria de 1912, confirmà que es presentaria per la magistratura suprema. Aleshores es va organitzar una violenta campanya contra la seva candidatura per part de Paul Deschanel, Joseph Caillaux i Georges Clemenceau. Aquest darrer proposà el nordcatalà Juli Pams i Vallarino per contrarestar la candidatura centrista. Pams guanyà Poincaré en les primàries realitzades dins del camp republicà, però Poincaré refusà retirar-se i fou finalment escollit en les eleccions oficials gràcies als vots de la dreta.
| Candidat | Candidat              | Partit                      | Primera Volta | Segona Volta |
| -------- | --------------------- | --------------------------- | ------------- | ------------ |
|          | Raymond Poincaré      | Partit Republicà Democràtic | 49,48% (429)  | 56,23% (483) |
|          | Juli Pams i Vallarino | Partit Radical              | 37,72% (327)  | 34,46% (296) |
|          | Édouard Vaillant      | SFIO                        | 7,27% (63)    | 8,03% (69)   |
|          |                       | Altres                      | 5,54% (48)    | 1,28% (11)   |

Raymond Poincaré va prendre possessió oficialment del càrrec el 18 de febrer de 1913.

## Elecció presidencial de gener de 1920

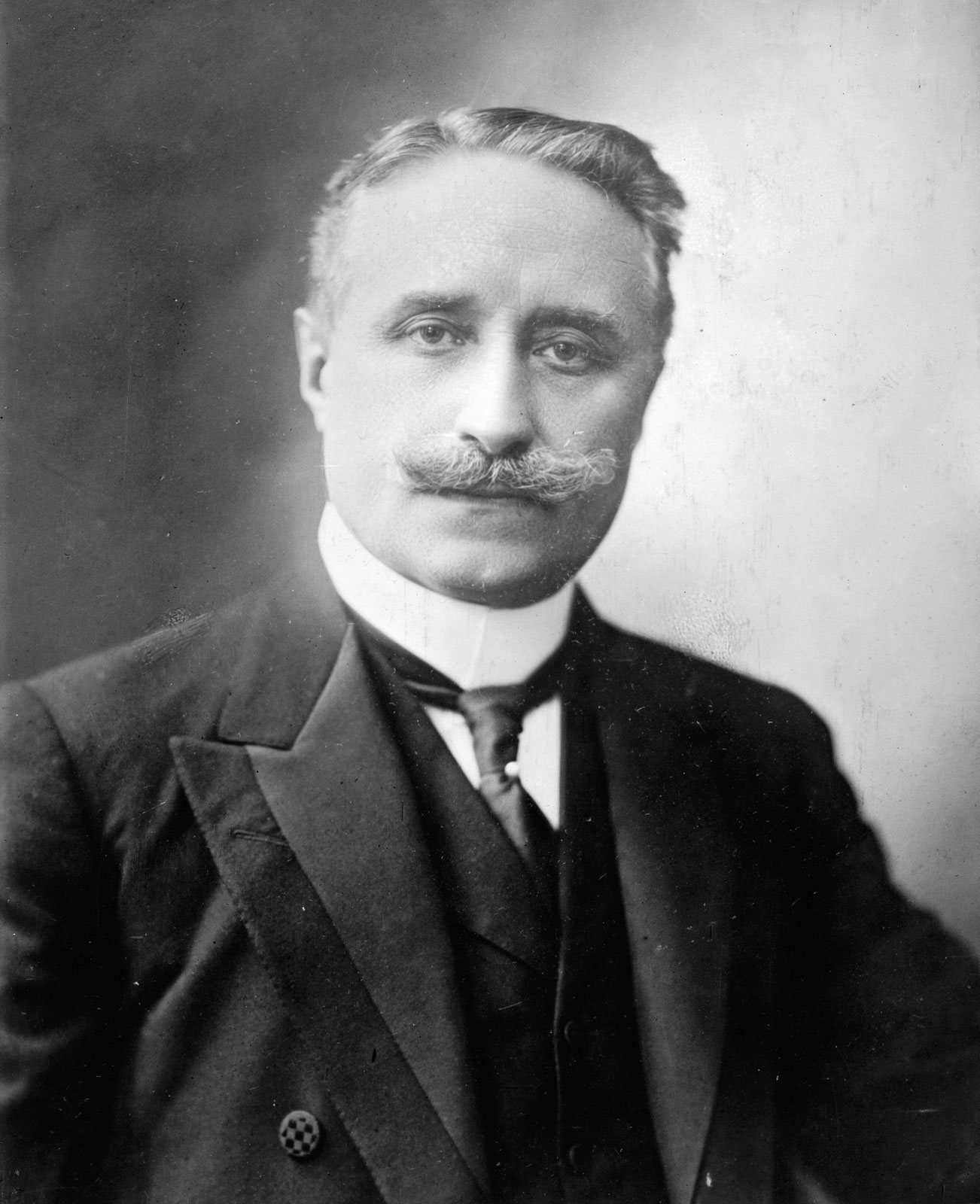
Paul Deschanel

El president Poincaré no es va presentar a la reelecció el 17 de gener de 1920, de manera que l'elecció semblava favorable al candidat radical Georges Clemenceau. Però les coses no van anar pas com havia previst "le Tigre". Efectivament, la vetlla de l'escrutini, durant el vot preparatpri, el seu adversari, Paul Deschanel, candidat per quarta vegada en vint anys, el guanyà per 9 vots. Aleshores Clemenceau, que tenia 78 anys, decidí retirar-se de la vida política.
| Candidat | Candidat           | Partit                      | Primera Volta |
| -------- | ------------------ | --------------------------- | ------------- |
|          | Paul Deschanel     | Partit Republicà Democràtic | 84,56% (734)  |
|          | Charles Jonnart    | Partit Republicà Democràtic | 7,37% (64)    |
|          | Georges Clemenceau | Partit Radical              | 6,11% (53)    |
|          |                    | Altres                      | 1,69% (17)    |

Paul Deschanel fou investit oficialment el 18 de febrer de 1920.

## Elecció presidencial de setembre de 1920

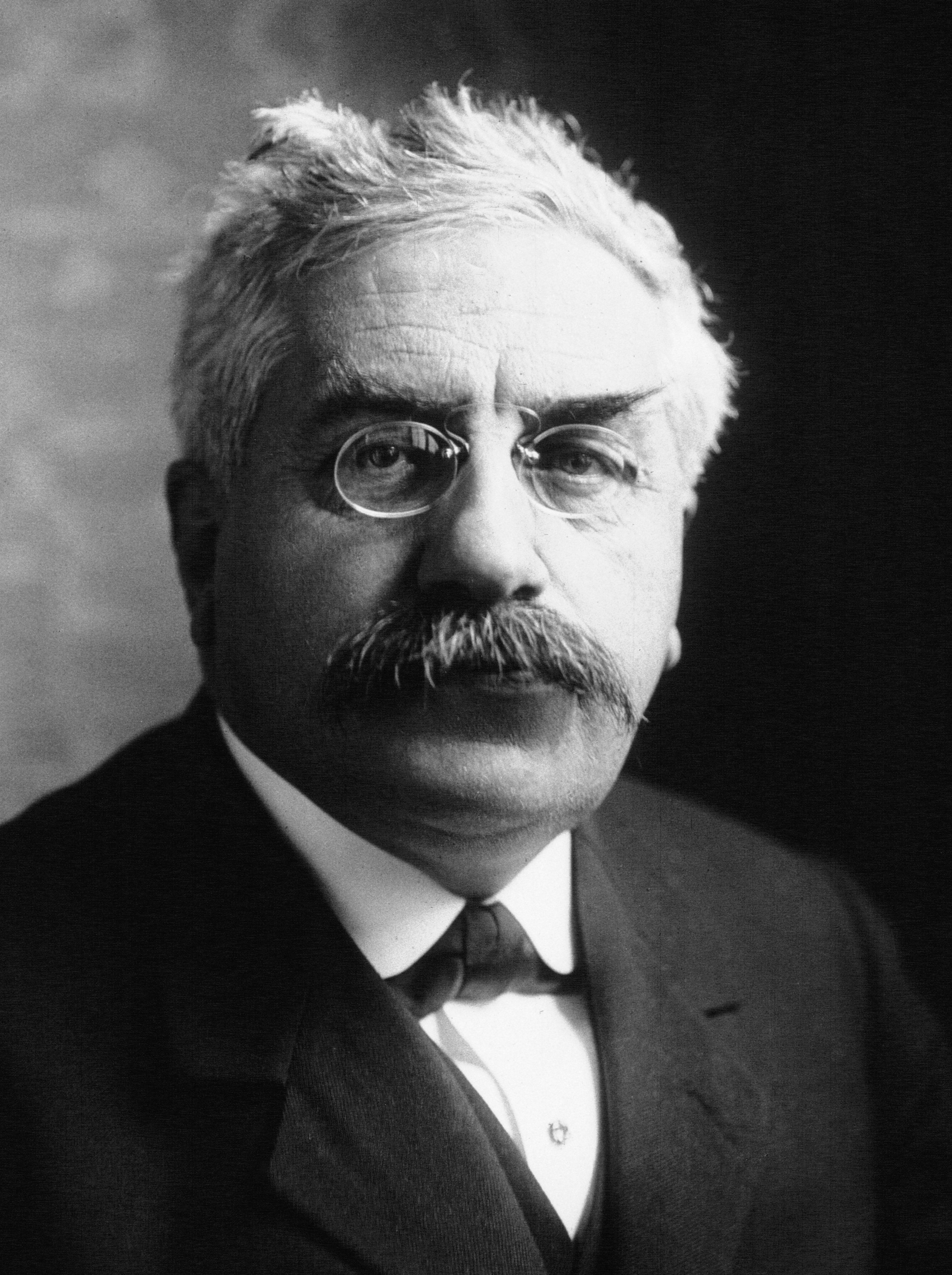
Alexandre Millerand

El president Deschanel va patir una crisi de neurastènia i va dimitir el 21 de setembre de 1920, vuit mesos després de la seva elecció. L'endemà, el president del Consell en exercici i cap de files de la dreta republicana, Alexandre Millerand va encapçalar la reunió preparatòria del Senat amb 528 vots. El 23 de setembre de 1920 el Congrés reunit a Versalles, proposà com a candidat l'alcalde socialista de Lilla, Gustave Delory.
| Candidat | Candidat            | Partit                     | Primera Volta |
| -------- | ------------------- | -------------------------- | ------------- |
|          | Alexandre Millerand | Lliga Nacional Republicana | 88,92% (695)  |
|          | Gustave Delory      | SFIO                       | 8,78% (69)    |
|          |                     | Altres                     | 2,80% (22)    |

## Elecció presidencial de 1924

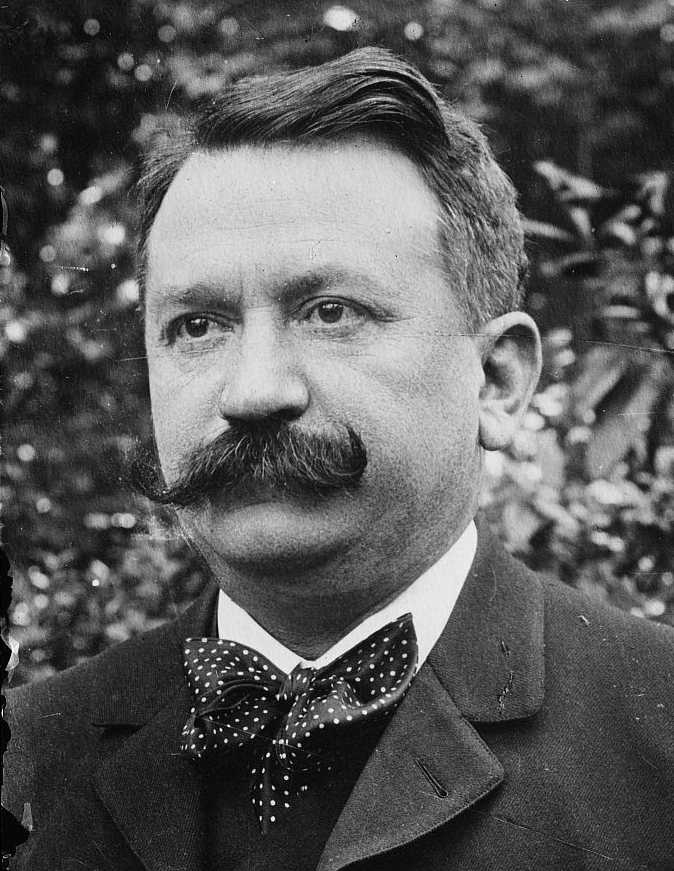
Gaston Doumergue

Després d'haver acorralat al president Millerand fins a la seva la dimissió l'11 de juny de 1924, el Cartel des gauches tenia totes les cartes en la mà i la intenció d'usar-les. Tanmateix, vist de més a prop, la situació del Cartel no gaudia pas d'una posició estable. A la Cambra dels Diputats no disposava de la majoria sense el suport de l'esquerra radical; al Senat, els conservadors gaudien d'una majoria aclaparadora. L'elecció de Paul Painlevé restà lluny de ser encertada.
La funció de president del Senat solia conduir freqüentment al seu titular a l'Elisi. Gaston Doumergue comença a perfilar la seva estratègia des de la dimissió d'Alexandre Millerand, qui, amb set de venjança, li donà oficiosament el seu suport. Painlevé va sortir vencedor de la votació preliminar dels grups republicans i envià una delegació amb la finalitat d'obtenir la renúncia de Doumergue. Però jugant amb les paraules, refusà de retirar una candidatura que no havia pas presentat. Fora d'escena, el radical es fregà les mans perquè esperava recollir els vots del centre i dreta hostils al Cartel, i els de nombrosos parlamentaris que eren reticents a veure un republicà-socialista arribar al poder i dur a terme una polític partidista. El 13 de juny de 1924 el seu càlcul es revelà encertat.
| Candidat | Candidat           | Partit                      | Primera Volta |
| -------- | ------------------ | --------------------------- | ------------- |
|          | Gaston Doumergue   | Partit Radical              | 60,38% (515)  |
|          | Paul Painlevé      | Partit Republicà Socialista | 36,23% (309)  |
|          | Zéphyrin Camélinat | Partit Comunista Francès    | 2,46% (21)    |
|          |                    | Altres                      | 0,93% (8)     |

## Elecció presidencial de 1931

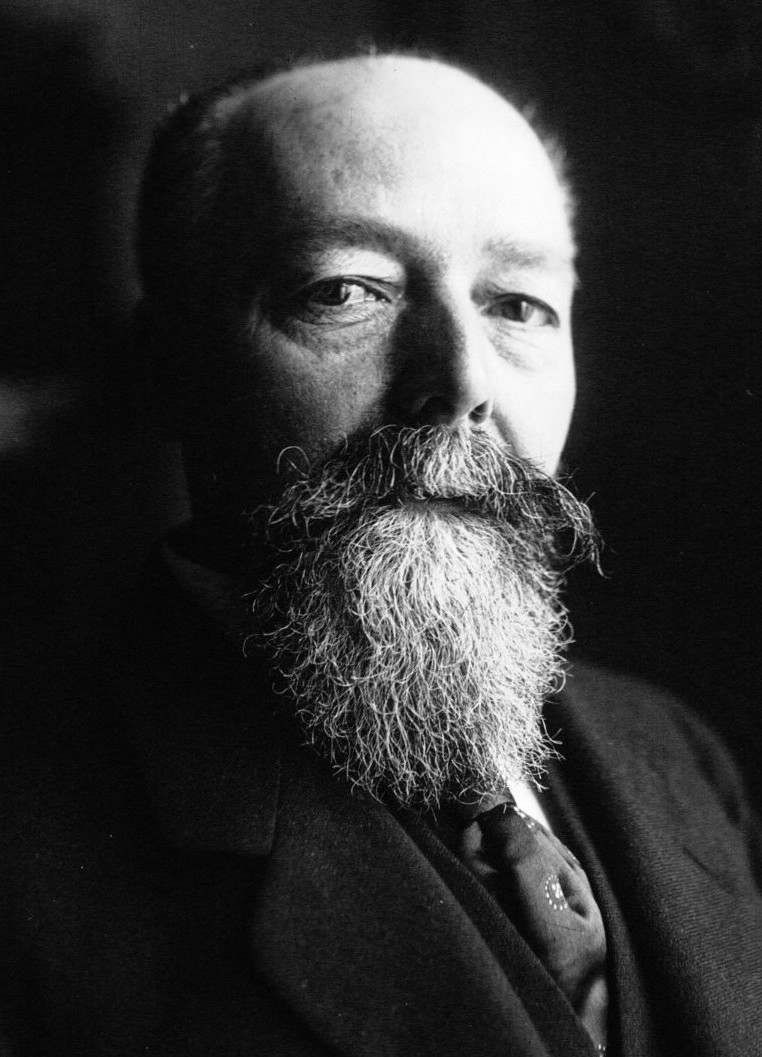
Paul Doumer

L'elecció presidencial es convocà el 13 de maig de 1931, sense la presència del president Doumergue, qui malgrat la seva popularitat decidí no presentar-se. L'escrutini oferia pocs dubtes sobre el resultat a favor del President del Senat, Paul Doumer candidat fracassat a les eleccions de 1906. De cap a la seva elecció l'únic candidat opositor seriós, Aristide Briand, polític de gran prestigi, decidí presentar la seva candidatura dos dies abans de les eleccions.
Però després de la primera volta el Ministre de Relacions Exteriors va decidir retirar-se de la cursa electoral. L'esquerra aleshores va decidir presentar Pierre Marraud.
| Candidat | Candidat        | Partit                                     | Primera Volta | Segona Volta |
| -------- | --------------- | ------------------------------------------ | ------------- | ------------ |
|          | Paul Doumer     | Partit Radical                             | 49,28% (442)  | 57,08% (504) |
|          | Pierre Marraud  | Esquerra                                   |               | 37,83% (334) |
|          | Aristide Briand | Secció Francesa de la Internacional Obrera | 44,70% (401)  | 1,36% (12)   |
|          | Marcel Cachin   | Partit Comunista Francès                   | 1,11% (10)    | 1,28% (11)   |
|          | Jean Hennessy   | Federació Republicana                      | 1,66% (15)    |              |
|          |                 | Altres                                     | 3,23% (29)    | 2,49% (22)   |

Paul Doumer fou investit oficialment el 13 de juny de 1931.

## Elecció presidencial de 1932

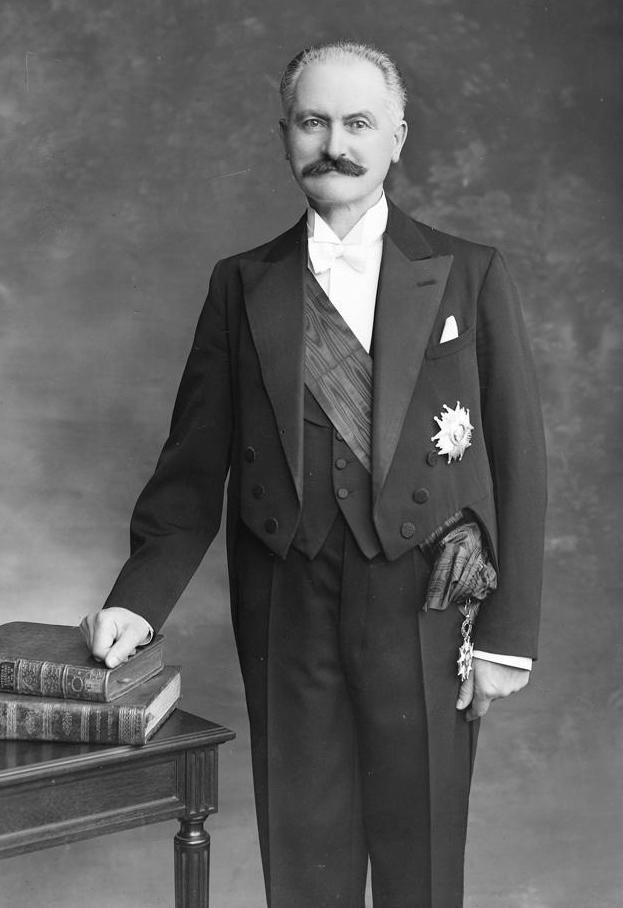
Albert Lebrun

El 6 de maig de 1932 el president Doumer, de 75 anys, fou assassinat per l'exaltat rus Pavel Gorgulov, cosa que provocà una gran commoció a França. El fet esdevingué dos dies després de la segona volta de les eleccions legislatives, mentre que la nova Cambra dominada per l'esquerra encara no havia pres possessió del càrrec i havia de convocar unes eleccions presidencials. Així fou una assemblea de dretes, elegida sota els auspicis de Poincaré en 1928, qui escollí el nou cap d'Estat. Bé que els parlamentaris es trobaven encara a llurs circumscripcions, calia fixar una data més ràpida. En tant que president del Senat, fou Albert Lebrun qui fixà la data de reunió del Congrèés que va presidir : serà el dimarts 10 de maig de 1932, per tal de permetre als parlamentaris de tornar a Versalles.
Novament va sortir el nom de Paul Painlevé però aquest va decidir retirar la seva candidatura. Així ningú es va sorprendre quan fou escollit, apoderant-se de la tradició, el president del Senat, el centrista Albert Lebrun.
| Candidat | Candidat      | Partit                      | Primera Volta |
| -------- | ------------- | --------------------------- | ------------- |
|          | Albert Lebrun | Aliança Democràtica         | 81,47% (633)  |
|          | Paul Faure    | SFIO                        | 14,67% (114)  |
|          | Paul Painlevé | Partit Republicà Socialista | 1,54% (12)    |
|          | Marcel Cachin | Partit Comunista Francès    | 1,03% (8)     |
|          |               | Altres                      | 1,29% (10)    |

## Elecció presidencial de 1939
En maig de 1939 acabà el mandat del president Lebrun. La situació exterior era força greu, i la guerra semblava inevitable. El seu entorn intentà dissuadir-lo de presentar-se novament per no ser el president que declarés la guerra, però semblava estar decidit a no defugir el deure i presentà altra vegada la seva candidatura. La seva personalitat esborrada i el rol polític neutre que havia dut a terme jugaren a favor seu, i el 5 d'abril de 1939 Albert Lebrun fou investit per un segon mandat malgrat el fet que la Cambra de Diputats era majoritàriament d'esquerres després de la victòria del Front Popular a les eleccions legislatives de 1936.
| Candidat | Candidat         | Partit                                     | Primera Volta |
| -------- | ---------------- | ------------------------------------------ | ------------- |
|          | Albert Lebrun    | Aliança Democràtica                        | 55,60% (506)  |
|          | Albert Bedouce   | Secció Francesa de la Internacional Obrera | 16,59% (151)  |
|          | Marcel Cachin    | Partit Comunista Francès                   | 8,13% (74)    |
|          | Édouard Herriot  | Partit Radical                             | 5,82% (53)    |
|          | Justin Godart    | Esquerra Democràtica                       | 5,49% (50)    |
|          | Fernand Bouisson | Partit Republicà Socialista                | 1,76% (16)    |
|          | François Piétri  | Federació Republicana                      | 1,76% (10)    |
|          |                  | Altres                                     | 5,49% (50)    |

Albert Lebrun entre oficialment en el seu segon mandat el 10 de maig de 1939. Fou destituït a la fi de la IIIa República el 10 de juliol de 1940. I si bé no havia dimitat pas i el seu mandat expirava el 1946, no va recuperar les seves funcions després de l'Alliberament).